# George Villiers, 5. hrabě z Jersey
George Villiers, 5. hrabě z Jersey (od roku 1819 příjmení Child-Villiers) (George Child-Villiers, 5th Earl of Jersey, 8th Viscount Grandison, 5th Viscount Villiers, 5th Baron Villiers) (19. srpna 1773 – 3. října 1859) byl britský šlechtic, politik a dvořan. Od roku 1805 byl jako dědic hraběcího titulu z Jersey členem Sněmovny lordů, později v několika vládách zastával vysoké dvorské funkce (nejvyšší komoří, nejvyšší štolba). Díky sňatku získal dědictví bohatého bankéřského klanu Childů a v roce 1819 přijal příjmení Child-Villiers.

## Životopis

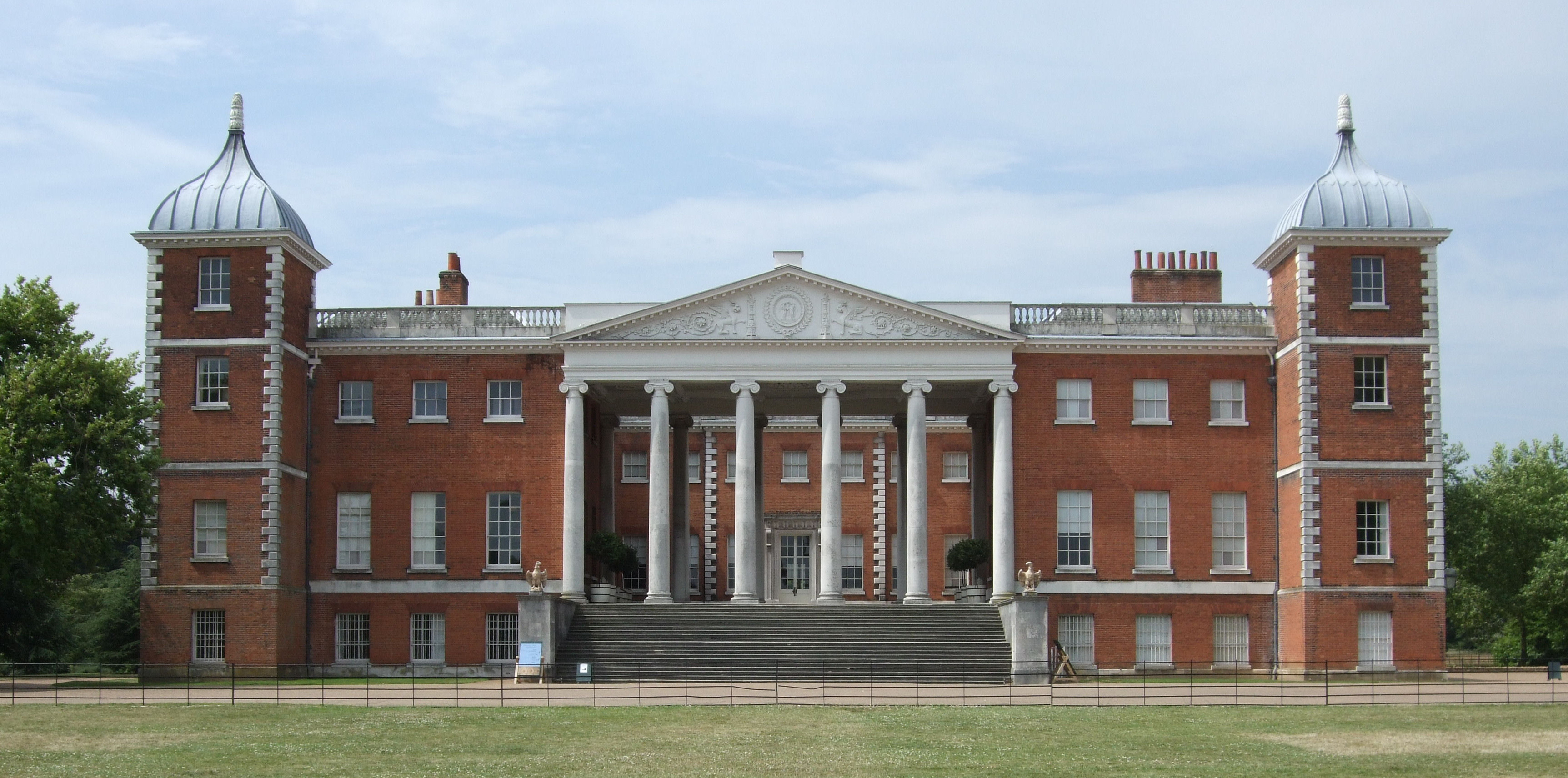
Zámek Osterley Park, dědictví po bankéřské rodině Childů

Pocházel ze starobylého šlechtického rodu Villiersů, narodil se jako starší syn politika a dvořana 4. hraběte z Jersey (1735–1805), matka Frances, rozená Twysden (1753–1821), byla jednou z milenek krále Jiřího IV. Studoval v Harrow a titul magistra získal na univerzitě v Cambridge, od roku 1795 působil ve dvorských službách u prince waleského. V roce 1805 jako hrabě z Jersey vstoupil do Sněmovny lordů (do té doby jako otcův dědic užíval titul vikomt Villiers). Na rozdíl od otce inklinoval k toryům, ale politicky nijak aktivně nevystupoval, až v pozdějším věku zastával v několika vládách vysoké dvorské úřady. V roce 1830 byl krátce lordem nejvyšším komořím (Lord Chamberlain of the Household) ve Wellingtonově vládě, v roce 1830 byl zároveň jmenován členem Tajné rady. Podruhé byl nejvyšším komořím opět v kabinetu vévody Wellingtona v letech 1834–1835. Později zastával funkci nejvyššího štolby (Master of the Horse, 1841–1846) ve vládě Roberta Peela (s Peelovou dcerou Julií se oženil jeho syn, pozdější 6. hrabě z Jersey). Znovu byl nejvyšším štolbou krátce ve vládě hraběte z Derby (1852).
K jeho soukromým zájmům patřil především lov. Věnoval se též jezdectví a chovu koní, koně vyšlechtění v jeho stájích vyhráli třikrát slavný dostih Derby (1825, 1827, 1836). Získal čestný doktorát na univerzitě v Oxfordu a v roce 1834 obdržel hannoverský Řád Guelfů.

## Rodina

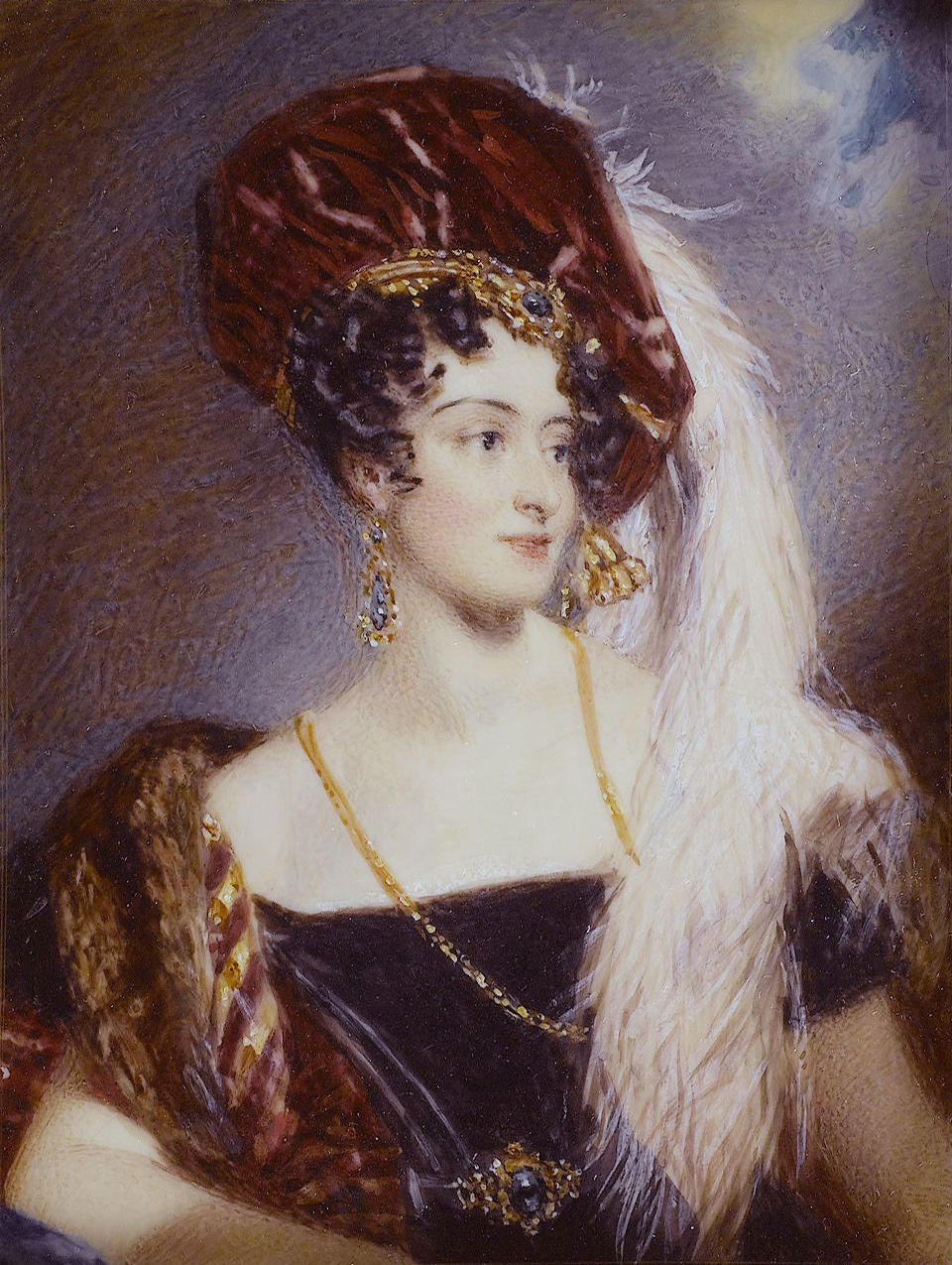
Sarah, hraběnka z Jersey

V roce 1804 se oženil s Lady Sarah Fane (1785–1867), dcerou irského místokrále 10. hraběte z Westmorlandu a Sarah Childové (1765-1793), univerzální dědičkou bankéřské rodiny Childů. Sarah Fane byla nejen bohatou dědičkou, která díky majetku umožnila manželovi život v luxusu, patřila také k významným osobnostem společnosti v Londýně. Vynikala inteligencí a se svými konverzačními schopnostmi zasahovala i do politického dění. Jako mimořádně bohatá dědička udávala také tón v módě a přezdívalo se jí královna Sarah. Proslula také svými četnými nemanželskými poměry, mezi jejími milenci je uváděn například významný politik a trojnásobný premiér vikomt Palmerston. Z manželství s hrabětem Jersey vzešlo sedm potomků:
- 1. George Augustus Frederick Child-Villiers, 6. hrabě z Jersey (1808–1859), poslanec Dolní sněmovny, 1859 hrabě z Jersey a člen Sněmovny lordů, ∞ 1841 Julia Peel (1821–1893), dcera premiéra Roberta Peela
- 2. Augustus John Child-Villiers (1810–1847), kapitán britské královské armády
- 3. Frederick William Child-Villiers (1815–1871), podplukovník britské královské armády, poslanec Dolní sněmovny, ∞ 1842 Elizabeth van Reede (1821–1897)
- 4. Francis Robert Child-Villiers (1819–1862), poslanec Dolní sněmovny
- 5. Adela Consande Mary Child-Villiers (1820–1860), ∞ 1845 Charles Parke Ibbetson (1820–1898), plukovník britské královské armády
- 6. Sarah Frederica Caroline Child-Villiers (1822–1853), ∞ 1842 Mikuláš III. Antonín kníže Esterházy z Galanty (1817–1894), c. k. komoří, dědičný člen uherské panské sněmovny, rytíř Řádu zlatého rouna[pozn. 2]
- 7. Clementina Augusta (1824–1858)

Díky sňatkům svých sester měl příbuzenské vazby na významné osobnosti přelomu 18. a 19. století, jeho švagry byli například polní maršál Henry William Paget, 1. markýz z Anglesey (1768–1854), vojevůdce napoleonských válek nebo vlivný diplomat John Ponsonby, 1. vikomt Ponsonby (1770–1855), dlouholetý britský velvyslanec v Istanbulu a ve Vídni.